# Bein Arim Tower
Bein Arim Tower (em hebraico: מגדל בן ערים, transl. Torre entre Cidades) é um arranha-céu planejado de 400 m (1.300 pés) para ser construído em Tel Aviv. Após sua construção, será o prédio mais alto de Israel, seguido pela torre Azrieli Sarona de 238 metros de altura também em Tel Aviv. O edifício está previsto para terminar em 2023.

## Planejamento
A torre está prevista para ser construída perto da Estação Ferroviária de Savidor e da linha vermelha da linha ferroviária ligeira, numa propriedade pertencente ao município de Tel Aviv e actualmente a ser utilizada como estacionamento.
A Comissão de Planejamento e Construção do Distrito de Tel Aviv começou a discutir a torre em junho de 2014, como iniciativa do município de Tel Aviv. A comissão aprovou a recomendação do engenheiro municipal para elevar a altura da torre, acrescentando o piso ao plano de torre de 75 andares existente para uma torre de 100 andares, e permitir que ele se alastre por 166.500 metros quadrados em sua base no solo. O plano também mudou para dobrar o espaço público, sem aumentar a quantidade de espaço para construção, em resposta às objeções dos moradores da região. O plano final foi aprovado em junho de 2018, tornando-se a primeira vez na história de Israel que o comitê distrital do Ministério da Fazenda aprova a construção de um prédio de 100 andares.

## Design
A torre projetada pelos arquitetos Amnon Schwartz e Guy Miloslavsky, da Miloslavsky Architects. Tem 120.000 metros quadrados de espaço e incluirá escritórios comerciais e de negócios, um hotel no top 15, e 10.000 metros quadrados alocados em espaços públicos. Não incluirá apartamentos residenciais devido a sua distância das áreas residenciais da cidade. Além da torre, dois prédios públicos de seis andares serão construídos nas proximidades